# IC 4526
IC 4526 је спирална галаксија у сазвјежђу Волар која се налази на листи објеката дубоког неба у Индекс каталогу.
Деклинација објекта је + 23° 21' 4" а ректасцензија 15h 2m 38,3s. Привидна величина (магнитуда) објекта IC 4526 износи 15,8 а фотографска магнитуда 16,6. IC 4526 је још познат и под ознакама UGC 9673, MCG 4-35-26, CGCG 134-70, ARP 42, HCG 73B, IRAS 15004+2332, near HD 121197, PGC 53707.